# Nassourou
Nassourou est une commune rurale située dans le département de Foutouri de la province de la Komondjari dans la région de l'Est au Burkina Faso.

## Géographie
Nassourou se trouve à 4 km de la frontière nigérienne et est situé à environ 30 km au Nord-Ouest de Foutouri, le chef-lieu du département. 

## Santé et éducation
Le centre de soins le plus proche de Nassourou est le centre de santé et de promotion sociale (CSPS) de Tankoualou.